# Ficus curtipes
Ficus curtipes es una especie de planta del género Ficus, perteneciente a la familia Moraceae.

## Taxonomía
Ficus curtipes fue descrita por Edred John Henry Corner en 1960.

## Distribución
Se encuentra en el territorio de Nepal hasta el sur de China central y el norte de Sumatra.